# Boris Nadezjdin
Boris Borisovitsj Nadezjdin (Russisch: Борис Борисович Надеждин) (Tasjkent, 26 april 1963) is een Russische oppositiepoliticus. Hij zetelde van 1999 tot 2003 in de Doema. Hij was ook gemeenteraadslid in Moskou en werd beschouwd als een nauwe bondgenoot van de vermoorde oppositiepoliticus Boris Nemtsov.
In november 2023 kondigde Nadezjdin zijn kandidatuur aan voor de Russische presidentsverkiezingen van 2024.

## Levensloop

### Jeugd
Nadezjdin werd geboren in Tasjkent, Sovjet-Oezbekistan. Hij is van Russische, Oekraïense, Poolse, Roemeense en Joodse afkomst. Hij overleefde de aardbeving in Tasjkent, die plaatsvond op zijn derde verjaardag. In 1969 werd hij door zijn ouders naar de stad Dolgoprudny gebracht, waar zijn vader studeerde aan het Moskouse Instituut voor Natuurkunde en Technologie (MIPT), en zijn moeder studeerde aan het Conservatorium van Moskou. Vijf generaties lang droegen alle mannen in de familie Nadezjdin de naam Boris. Zijn grootvader was een Sovjet-Oezbeekse componist en universitair hoofddocent aan het Conservatorium van Tasjkent. Zijn grootvader van moederskant vluchtte na de Oktoberrevolutie vanuit Oekraïne naar Oezbekistan.

### Opleiding
In 1979 won hij de tweede prijs op de wiskundeolympiade onder middelbare scholieren. Dat jaar studeerde hij af aan de gespecialiseerde kostschool 18 voor natuurkunde en wiskunde aan de Lomonosov Moskouse Staatsuniversiteit. In 1985 studeerde hij cum laude af aan het MIPT. Van 1985 tot 1990 was hij ingenieur en onderzoeker.

### Politieke loopbaan
Nadezjdin was van 1999 tot 2003 lid van de derde bijeenroeping van de Doema.
Nadezjdin nam deel aan de Russische parlementsverkiezingen van 2003 vanuit de oblast Moskou. Hij verloor de verkiezingen van de voormalige commandant van het Moskouse district van interne troepen, Arkady Baskajev (Volkspartij van de Russische Federatie). Ook de partij Unie van Rechtse Krachten, waar Nadezjdin lid van was, verloor de verkiezingen. Tegelijkertijd werden er verkiezingen gehouden voor de Dolgoprudny-raad van afgevaardigden, waarin ook het blok Stad van de Hoop, onder de bescherming van Nadezjdin, verloor.
In augustus 2005 was Nadezjdin lid van de initiatiefgroep voor de benoeming van het voormalige hoofd van Yukos, Michail Chodorkovski, voor de Doema bij de tussentijdse verkiezingen voor het 201e Universiteitsdistrict van Moskou. De voordracht heeft niet plaatsgevonden vanwege de inwerkingtreding van het vonnis in de eerste strafzaak tegen Yukos.
In maart 2007 was Nadezjdin kandidaat voor de Unie van Rechtse Krachten bij de verkiezingen voor de Regionale Doema in Moskou. Volgens de door de regionale verkiezingscommissie aangekondigde resultaten heeft de partij de verkiezingen verloren. Nadezjdin zei echter dat de Unie van Rechtse Krachten volgens zijn gegevens de drempel van zeven procent had gehaald:
"Het cijfer van 7,08 percent verscheen op de website van de Centrale Verkiezingscommissie, en het werd zelfs op tv getoond, en toen kondigde de verkiezingscommissie aan dat we 6,9 percent hadden. Dit verschil hebben ze gewoon van ons gestolen!"
Nadezjdin beschuldigde de vice-gouverneur van de oblast Moskou, Alexei Panteleyev, van fraude (volgens Nadezjdin werden de resultaten aangepast in het voordeel van Verenigd Rusland).
Van 6 november 2008 tot 2011 was Nadezjdin lid van de Federale Politieke Raad voor de partij Juiste Zaak.
Op 3 augustus 2011 zei Nadezjdin, als leider van de Moskouse Oblast-afdeling van Juiste Zaak, in een interview: "In de Moskouse Oblast-afdeling willen we absoluut de "Russische" kwestie aanpakken." Volgens hem had hij al verschillende rondetafelgesprekken over deze kwestie gehouden met deelname van nationalisten: "En daarom sluiten officieren en jonge skinheads zich nu massaal aan bij mijn afdeling." 
Hij verwees naar bepaalde onderzoeken waaruit blijkt dat de afgelopen jaren ongeveer 400.000 mensen uit de zuidelijke regio's van Rusland naar de oblast Moskou zijn verhuisd voor permanent verblijf. Nadezjdin bepleitte zijn standpunt en benadrukte dat "de oblast Moskou Russisch land is." 
Partijleider Michail Prochorov reageerde behoorlijk scherp op deze uitspraken. Prochorov schreef op zijn blog: "We hebben op geen enkele partijlijst nationalisten opgenomen en zullen ze ook niet opnemen. Juiste Zaak zal zich niet bezighouden met nationalistische bewegingen." Sommige partijleden stelden voor om Nadezjdin uit de partij te zetten.
Bij de Russische parlementsverkiezingen van 2011 weigerde Nadezjdin bij de drie eerste op de federale verkiezingslijst van Juiste Zaak te komen, maar stond hij bovenaan de lijst van de partij bij de verkiezingen voor de Doema van de oblast Moskou.
Op 26 december 2011 verliet Nadezjdin Juiste Zaak en legde zijn besluit uit door de wens om samen met het voormalige hoofd van het ministerie van Financiën van de Russische Federatie, Alexei Koedrin, een nieuwe rechtse partij op te richten.
In februari 2012, in de aanloop naar de Russische presidentsverkiezingen van 2012, stuurde Nadezjdin een aanbod om gemachtigde vertegenwoordiger te worden naar het verkiezingshoofdkwartier van alle presidentskandidaten, inclusief Vladimir Poetin. Nadezjdin verklaarde dit door de wens om waarnemers in stembureaus te kunnen benoemen. Hij slaagde er niet in de gemachtigde vertegenwoordiger van Poetin te worden, maar werd wel de waarnemer van Poetin. Medio februari 2012 werd hij geregistreerd als gemachtigde vertegenwoordiger van Sergej Mironov.
Op 10 december 2015 kondigde Nadezjdin tijdens een bijeenkomst van het liberale platform van de partij Verenigd Rusland zijn wens aan om deel te nemen aan de voorverkiezingen van 2016 om deel te nemen aan de verkiezingen voor de Staatsdoema in het najaar van 2016, die plaatsvinden in het 118e kiesdistrict Dmitrov met één mandaat. Dit besluit veroorzaakte kritiek van zijn politieke collega's in het liberale kamp. Nadezjdin zelf verklaarde zijn deelname aan de voorverkiezingen door zijn wens om de verkiezingscampagne eerder te beginnen; hij was niet van plan zich kandidaat te stellen voor Verenigd Rusland. Hij deed het niet goed in de voorverkiezingen en verloor van Irina Rodnina.
Bij de Russische parlementsverkiezingen van 2016 stond Nadezjdin bovenaan de lijst van de Moskouse oblast van de Partij van de Groei zonder zich bij de partij zelf aan te sluiten. Op 22 december 2016 verklaarde hij in een interview met de krant Kommersant dat hij de Partij van de Groei "succes en veel geluk" wenst, maar niet van plan is zich met de partij te associëren omdat "hij er geen vooruitzichten voor ziet".
Nadezjdin betwistte de gouvernementele verkiezingen van 2018 in de oblast Moskou voor de Partij van de Groei.
In 2019 stond Nadezjdin bovenaan de lijst van de partij Rechtvaardig Rusland - Voor de Waarheid bij de verkiezingen voor de gemeenteraad van de stad Dolgoproedny. Hij werd verkozen tot plaatsvervanger van de Raad van Afgevaardigden van het stadsdistrict Dolgoproedny van de oblast Moskou in een kiesdistrict met meerdere leden. Hij leidde de fractie van de partij Rechtvaardig Rusland in de Raad van Afgevaardigden, maar was geen partijlid.
In maart 2020 ondertekende Nadezjdin een oproep aan Russische burgers tegen de goedkeuring van door president Poetin voorgestelde wijzigingen in de grondwet van Rusland.
In de aanloop naar de Russische parlementsverkiezingen van 2021 op het congres van de partij Rechtvaardig Rusland werd Nadezjdin genomineerd als kandidaat voor plaatsvervanger van de Staatsdoema in het Dmitrov-kiesdistrict nr. 118 met één mandaat in de oblast Moskou. Zakhar Prilepin, medevoorzitter van Rechtvaardig Rusland, uitte zijn ontevredenheid en wees erop dat de programma-ideeën van Rechtvaardig Rusland niet overeenkomen met de liberale overtuigingen van Nadezjdin. Volgens de resultaten behaalde Nadezjdin de tweede plaats, kreeg 40.421 stemmen (17,12%) en verloor van de vertegenwoordiger van Verenigd Rusland, Irina Rodnina.
In april 2022 zei Nadezjdin dat de Sovjet-Unie "Tsjecho-Slowakije en Oost-Europa had bezet".
In september 2022, toen Rusland zich terugtrok uit de Oekraïense regio Charkov, bekritiseerde Nadezhdin de Russische inlichtingendiensten en riep hij op tot onderhandelingen om het conflict te beëindigen in een actualiteitenprogramma van de NTV. Hij bekritiseerde de Russische oorlogsstrategie en stelde dat het onmogelijk was Oekraïne te verslaan met de huidige methoden en materiaal, en noemde de strategie 'koloniale oorlogsmethoden'. Een paar dagen later riep Kremlin-propagandist Vladimir Solovjov op de zender Rusland-1 op tot de arrestatie van Nadezjdin.
In januari 2023 suggereerde Nadezjdin dat de "oorlog een rampzalige vergissing was" in de NTV-actualiteitenshow Mesto Vstrechi. Tijdens de laatste week van maart 2023 werd hij tijdens dezelfde show "boos toegeschreeuwd" nadat hij suggereerde dat het Westen machtiger was dan Rusland.
Bij de gouverneursverkiezingen in de oblast Moskou van 2023 nomineerde Nadezjdin zichzelf als kandidaat voor de partij Burgerinitiatief, maar de registratie werd hem geweigerd omdat hij niet het vereiste aantal handtekeningen van gemeentelijke afgevaardigden ter ondersteuning kon verzamelen.

#### Presidentiële campagne van 2024

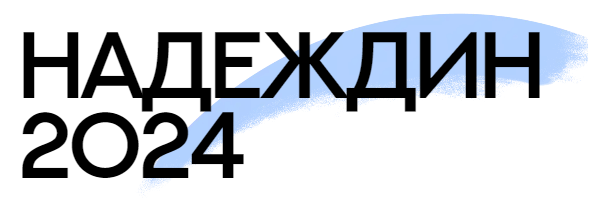
Logo van de presidentiële campagne van Nadezjdin 2024

Op 27 mei 2023 riep Nadezjdin op tot de verkiezing van een nieuwe regering in Rusland om de oorlog tegen Oekraïne te stoppen en de betrekkingen met Europa op te bouwen.
Op 6 oktober 2023 werd de deelname van Nadezjdin aan de presidentsverkiezingen van 2024 aangekondigd door Dmitry Kisijev, oprichter van het hoofdkwartier van de kandidaten, op zijn sociale media. Op 31 oktober 2023 kondigde Nadezjdin aan dat hij zal deelnemen met de partij Burgerinitiatief.
In zijn campagnemanifest staat dat "de speciale militaire operatie de fout van Poetin was. Omdat het niet mogelijk was de doelstellingen te bereiken zonder enorme gevolgen voor de Russische economie en demografie". Nadezjdin beschuldigde Poetin ervan Rusland terug te slepen naar het verleden en uitte zijn bezorgdheid over het feit dat Rusland een vazal van China aan het worden is nadat het na de invasie van Oekraïne is afgesneden van de westerse landen.
Op 8 februari 2024 werd Nadezjdin uitgesloten van deelname aan de verkiezingen omwille van zogenaamde "onregelmatigheden" met de handtekeningen van de kiezers die zijn kandidatuur steunden.

#### Standpunt over de oorlog in Oekraïne
Nadezjdin noemt de beëindiging van de oorlog een hoofdverklaring in zijn verkiezingsprogramma en wil een vredesverdrag met Oekraïne ondertekenen. De specifieke voorwaarden van het verdrag heeft hij echter niet bekendgemaakt.

## Publieke activiteit
Nadezjdin is een regelmatige gast in sociaal-politieke talkshows op Russische federale televisiezenders.